# Copernician
Perioden Copernican[kilde mangler] i Månens historie strækker sig fra for omkring 1.100 millioner år siden og til i dag. Starten af Copernican-perioden er defineret af nedslagskratere, som stadig udviser optisk klare strålesystemer. Copernicuskrateret selv er et fremtrædende eksempel på et krater med stråler, men dets dannelse falder ikke sammen med periodens begyndelse. Der kendes ingen udbrud af mare-basalt i Copernican-perioden, hvorfor Månens indre geologiske aktivitet menes at være helt ophørt på dette tidspunkt.

## Definition
Undergrænsen for perioden er defineret ud fra den erkendelse, at nyere materiale på måneoverfladen, som er "gravet op" fra undergrunden ved nedslag, i almindelighed er lyst, og at det bliver mørkere med tiden som følge af rum-erosionsprocesser. Operationelt defineredes tidspunktet oprindeligt som det, hvor nedslagskratere mistede deres klare strålesystemer. Denne definition er imidlertid under kritik, fordi nogle kraterstråler er klare på grund af deres sammensætning uden relation til den mængde rum-erosion, de har været udsat for. I særdeleshed gælder det, at hvis udkastninger fra et krater i Månens højland (som består af lyse, anorthositiske materialer), aflejres over mareområder (der har lav albedo), vil det blive ved med at se lyst ud, selv efter at have været udsat for rum-erosion.

## Forholdet til Jordens geologiske tidsaldre
I Jordens historie svarer perioden til Neoproterozoikum-æraen i Proterozoikum-æonen og hele Phanerozoikum-æonen. Så mens dyrelivet blomstrede på Jorden, kom Månens geologiske aktivitet til tilstand.